# Nahum Sonenberg
Nahum Sonenberg est un biochimiste et professeur québécois.
Il obtient un doctorat en biochimie du Weizmann Institute of Science en Israël (1976).
Il est professeur de biochimie au Centre McGill sur le cancer depuis 1979.
Ses recherches portent sur le processus biologique des cellules. Il essaie de développer une solution génomique contre le cancer. Il travaille également sur les polyvirus, rhinovirus, sur le virus HIV et sur le virus de l'hépatite C.

## Distinctions
- 1992 - Fellow de la Société royale du Canada
- 2002 - Prix Robert-L.-Noble
- 2005 - Prix Izaak-Walton-Killam
- 2008 - Prix Gairdner
- 2014 - Prix Wolf de médecine
- 2016 - Doctorat honoris causa de l'Université Laval